# VHS

VHS 로고

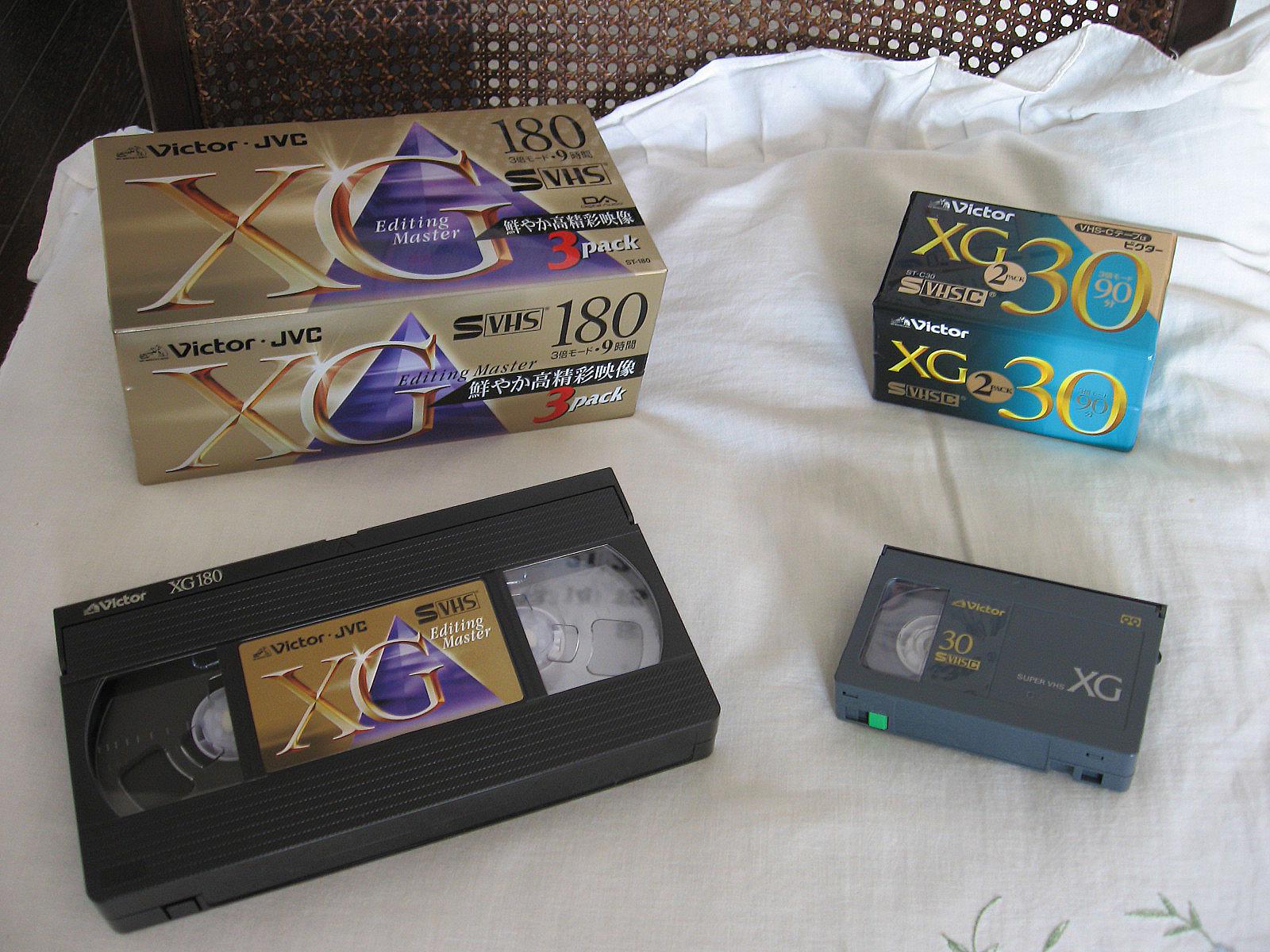
VHS Cassette

가정용 비디오 방식(영어: Video Home System; VHS, 브이에이치에스)은 카세트를 이용하여 동영상을 기록하고 재생할 수 있도록 만들어진 표준 규격이다. 1970년대 중반부터 2000년대 초반까지 홈비디오의 표준으로 전성기를 구가하였다.

## 역사
JVC사가 1976년 9월 발표하였다. 발표 초기에는 소니사의 베타맥스 규격과 경쟁하였으나, 이후 대부분의 가정에서 VHS 규격만 사용하였다. 베타맥스 방식에 비해 테이프의 움직임이 간단하고 기록 시간이 길다는 장점이 있다.
1970년대에 비디오 포맷 전쟁이 일어났다. 이 때 VHS와 함께 가장 높은 경쟁력을 보인 포멧이 베타맥스였으나, VHS는 베타맥스의 대중성 경쟁에서 승리하여 우위를 점하는데 성공했다. 1985년 베타맥스는 공식적으로 패배를 선언했으며 2002년 베타맥스 형식의 비디오테이프 생산이 중단됐다. 이미 1980년대 후반부터 미국의 비디오 시장에서 베타맥스는 소수의 위치를 점하였으며, 미국의 메이저 영화사들도 VHS 방식으로만 비디오를 발매했다.
VHS는 1970년대부터 2000년대까지 가정용 비디오의 표준으로 대중들에게 사용되며 높은 판매량과 대중성을 기록했다. 특히 비디오 시장의 발달에 따라 파생된 비디오 대여업이 큰 인기를 끌면서, 2000년대 중반까지 큰 흥행사업으로 자리잡았다. 대표적인 비디오 대여 프렌차이즈로는 미국의 블록버스터, 대한민국의 영화마을과 씨네타운이 있다. 그러던 1990년대 후반, 디지털 방식의 DVD가 등장했고 2000년대 초반부터 차세대 영상매체로 각광을 받으며 VHS의 자리를 위협했다. 2003년 기준, 미국의 비디오 시장에서 DVD는 VHS의 판매 / 대여량을 처음으로 역전했으며 대한민국에서도 2000년대 중반부터 DVD가 대중적으로 보급되면서 DVD 포멧의 비디오 대여도 활발하게 이루어졌다. 그러나 VHS는 DVD의 빠른 성장에도 불구, 여전히 높은 대중성을 보이며 비디오 시장에서의 위치를 점했으며 2000년대 초중반은 DVD와 VHS의 양대 포멧이 자리잡아 비디오 시장의 부흥을 이끌었다.
2000년대 후반부터 비디오 시장은 초고속인터넷의 발전에 따른 불법 다운로드와 VOD의 발달, PMP 등 디지털 영상매체의 발달로 하락세를 타게 되었고 VHS는 이에 큰 타격을 입었다. 디즈니, 픽사, 20세기 영화사 등 미국의 할리우드 메이저 영화사들은 2007년 출시작부터 VHS 발매를 중단하였으며 DVD로만 발매하기 시작했다. 2000년대 후반은 비디오 시장의 황혼기로, VHS와 DVD는 비디오 시장의 쇠퇴 속에서도 여전히 대중들에게 사용되었으며 비디오 대여업 역시 이 시기부터는 만화방, 책방과 합쳐진 멀티 대여점 형태로 운영 방식을 전환하게 된다.
1980년대부터 2000년대까지 DVD의 등장과 초고속인터넷의 발달에도 살아남았던 VHS는 2010년대에 들어 휴대전화가 대중화되면서 시장에서 완전히 퇴출, 더 이상 영상매체로서 사용되지 않게 되었다. 한 때 VHS를 대체할 차세대 영상매체로 각광받은 DVD마저도 휴대전화의 등장과 함께 영상매체로서의 가치를 잃고 몰락하며 비디오 시장은 2010년대를 기점으로 완전히 사양길에 접어들었다. 휴대전화의 발전과 함께 몰락한 비디오 시장의 빈 자리는 유튜브, 넷플릭스로 대표되는 OTT 서비스가 대체했다.
VHS를 대체하는 동영상 저장 방식으로는 DVD가 있으며 현재 미국 등 선진국은 물론이고 세계 대부분의 나라의 경우, 정부 차원의 디지털 방송 전환 정책의 일환으로, VHS 방식 영화 카세트를 더 이상 출시하지 않고 있다.
대한민국에서는 더 이상 VHS 방식 영화 카세트를 출시하지 않고 있으며 또한 VHS 전용 장치는 이미 생산이 중단된 상태이고 현재는 DVD 콤보 장치에 장착되어 판매되고 있을 뿐이다.
2016년 7월 원조 국가인 일본의 마지막 제조사인 후나이 전기가 생산을 중단하였다.

## 기술 규격
VHS 카세트 안에는 12.7mm의 넓이를 갖는 자기 테이프가 들어있다. 일반적으로 재생할 때는 NTSC 방식의 경우 초당 3.335cm, PAL 방식의 경우 초당 2.339cm의 속도로 테이프가 움직인다.
카세트 안의 자기 테이프의 길이는 테이프의 두께를 얇게 했을 때 최대 430m까지 가능하며 표준속도(SP) 재생시 NTSC는 3.5시간, PAL은 5시간을 기록할 수 있는 분량이다.
다만 테이프의 길이가 길어질수록 두께가 얇아지면서 테이프가 늘어나거나 걸리는 현상이 생기기 쉬우므로 보통 2시간이 넘는 기록 용량을 갖는 카세트는 사용하지 않는다.
일반적으로 사용되는 표준 모드(SP) 외에도 LP모드, EP모드로 동영상을 기록할 수 있으며 이 때는 테이프의 속도를 1/2 혹은 1/3로 떨어뜨려 더 많은 동영상을 기록하는 것이 가능하다. 다만 테이프의 속도가 느려질수록 저장된 동영상의 화질이 낮아지는 문제가 생긴다.

### 다른 매체와의 비교
아래에는 오늘날 쓰이는 다양한 매체를 디지털 수치로 나열한 것이다. 아래에는 잘 알려진 포맷만 나열하고 있으며 실제 화질은 기계마다, 또는 테이프마다 다양하므로 모든 값은 근사값이다. 비교를 쉽게 하기 위해, 모든 값은 NTSC 시스템을 기준으로 하고 있으며, 가장 낮은 화질에서 가장 높은 화질까지 오름차순으로 나열하였다. (PAL 시스템의 경우, 480을 576으로 바꿔서 이해할 것)
- 350×240 (250 라인): 비디오 CD
- 330×480 (250 라인): Umatic, 베타맥스, VHS, 비디오8
- 400×480 (300 라인): 슈퍼 베타맥스, 베타캠 (전문가급)
- 440×480 (330 라인): 아날로그 방송
- 560×480 (420 라인): 레이저디스크, 슈퍼 VHS, 하이8

- 670×480 (500 라인): ED 베타맥스
- 720×480 (520 라인): DVD, 미니DV, 디지털8, 디지털 베타캠 (전문가급)
- 720×480 (400 라인): 와이드스크린 DVD (애나모픽)
- 1280×720 (720 라인): D-VHS, HD DVD, 블루레이, HDV (미니DV)
- 1920×1080 (1080 라인): D-VHS, HD DVD, 블루레이, HDCAM SR (전문가급)

## 종류
- 슈퍼 VHS / 디지털 VHS (고선명)
- VHS-C / 슈퍼 VHS-C / 콤팩트 비디오 카세트
- 개인용 컴퓨터의 백업 장치로 사용
- W-VHS
- D9

## 신호 표준
- PAL/576/25 (대부분의 서부 유럽, 오스트레일리아, 아시아의 많은 지역 (중국, 북한, 인도 등), 남아메리카의 일부 지역 (아르헨티나, 우루과이 등), 아프리카)
- SECAM/625/25 (SECAM)
- MESECAM/625/25 (대부분의 다른 SECAM 국가, 보통 구 소비에트 연방, 중동)
- NTSC/525/30 (북아메리카, 남아메리카의 대부분 지역, 일본, 필리핀, 대한민국)
- PAL/525/30 (이를테면, PAL-M, 브라질)

## 테이프 길이
NTSC, PAL/SECAM VHS 카세트 모두 물리적으로 동일하다. (테이프에 기록되는 신호는 호환이 되지 않지만 말이다.) 그러나 NTSC와 PAL/SECAM 사이의 테이프 속도, 카세트의 재생 속도는 시스템에 따라 다르다.
혼동을 피하기 위해, 제조업체들은 분 단위로 시간을 표기하고 있다. 비어 있는 T-XXX 테이프를 PAL 기기에, 비어 있는 E-XXX 테이프를 NTSC 기기에 완벽하게 녹화하여 재생할 수 있지만 재생 속도는 표기한 바와는 다를 수 있다.
알림
- NTSC, PAL의 경우 SP = 표준 재생, LP = 롱 플레이 (1/2 속도)
- NTSC 지역에서는 EP/SLP = Extended Play/Super Long Play (1/3 속도)
- PAL은 EP/SLP 속도를 사용하지 않는다.

속도
- T-XXX는 SP 속도로 NTSC/PAL-M의 재생 시간을 표기한다.
- E-XXX는 SP 속도로 PAL/SECAM의 재생 시간을 표기한다.

| 테이프 레이블 | 테이프 길이       | 녹화 시간 (NTSC) | 녹화 시간 (NTSC) | 녹화 시간 (NTSC) | 녹화 시간 (PAL)  | 녹화 시간 (PAL)  | 녹화 시간 (PAL)  |
| 테이프 레이블 | 테이프 길이       | SP               | LP               | EP/SLP           | SP               | ---              | LP               |
| ------------- | ----------------- | ---------------- | ---------------- | ---------------- | ---------------- | ---------------- | ---------------- |
| T-120         | 812 ft (247.5 m)  | 2:00             | 4:00             | 6:00             | 2:49             |                  | 5:38             |
| T-160         | 1075 ft (327.7 m) | 2:40             | 5:20             | 8:00             | 3:43             |                  | 7:26             |
| T-180         | 1210 ft (368.8 m) | 3:00             | 6:00             | 9:00             | 4:13             |                  | 8:27             |
| T-210         | 1421 ft (433.1 m) | 3:30             | 7:00             | 10:30            | 4:56             |                  | 9:52             |
| 테이프 레이블 | 테이프 길이       | 녹화 시간 (PAL)  | 녹화 시간 (PAL)  | 녹화 시간 (PAL)  | 녹화 시간 (NTSC) | 녹화 시간 (NTSC) | 녹화 시간 (NTSC) |
| 테이프 레이블 | 테이프 길이       | SP               | ---              | LP               | SP               | LP               | EP/SLP           |
| E-120         | 570 ft (173.7 m)  | 2:00             |                  | 4:00             | 1:26             | 2:52             | 4:18             |
| E-180         | 851 ft (259.4 m)  | 3:00             |                  | 6:00             | 2:09             | 4:18             | 6:27             |
| E-240         | 1142 ft (348.1 m) | 4:00             |                  | 8:00             | 2:53             | 5:46             | 8:39             |

## 같이 보기
- 비디오테이프 표준 전쟁
- 베타맥스